# Die Abenteuer eines Zehnmarkscheines
Pour plus de détails, voir Fiche technique et Distribution.
K 13 513. Die Abenteuer eines Zehnmarkscheines (en français, Les Aventures d'un billet de dix marks) est un film allemand réalisé par Berthold Viertel, sorti en 1926.
Le film appartient au courant de la Nouvelle objectivité.

## Synopsis
Anna vient de faire sa première semaine de travail de sa vie et a son premier salaire : un billet de dix marks avec le numéro de registre K 13513. Andreas, son compagnon, le marque d'une croix et Anna le confie à sa mère qui le cache dans une bible. Robert, le frère d'Anna, vole le billet et achète avec ce billet un couteau avec lequel il commet un meurtre. Par la suite, la mère tente de se suicider et Anna perd son emploi. Le mobilier est menacé d'être saisi. Elle parle de ses difficultés financières au riche directeur Haniel qui, sous de bonnes actions, a des motifs inavouables. Quand Anna découvre les véritables intentions de Haniel, elle prend la fuite avec Andreas qui vend sa bicyclette pour racheter les meubles d'Anna. Lors de la vente de la bicyclette, il récupère le billet de dix marks d'Anna. C'est un signe qu'ils doivent rester ensemble.

## Fiche technique
- Titre : K 13 513. Die Abenteuer eines Zehnmarkscheines
- Réalisation : Berthold Viertel assisté de Herbert Selpin
- Scénario : Béla Balázs
- Musique : Giuseppe Becce
- Direction artistique : Robert Basilice, Walter Reimann
- Photographie : Helmar Lerski, Robert Baberske (de)
- Producteur : Karl Freund
- Société de production : Deutsche Vereins-Film AG
- Société de distribution : Deutsche Vereins-Film AG
- Pays de production : Allemagne  République de Weimar
- Langue : allemand
- Format : Noir et blanc - 1,33:1 - 35 mm
- Genre : Drame
- Durée : 86 minutes
- Date de sortie :
  - Allemagne  République de Weimar : 28 octobre 1926.

## Distribution
- Imogene Robertson : Anna
- Werner Fuetterer : Andreas, le compagnon d'Anna et voisin
- Agnes Müller : La mère d'Anna
- Walter Franck (de) : Robert, le frère d'Anna
- Harald Paulsen (de) : Fritz
- Iwa Wanja: Frieda
- Oskar Homolka : Haniel
- Ressel Orla : La femme de M. Haniel
- Maly Delschaft : La femme de chambre
- Francesco von Mendelssohn : Le joueur de piano
- Renate Brausewetter : La poinçonneuse
- Louise Morland (de) : La loueuse de la chambre
- Karl Etlinger : Le chauffeur
- Vladimir Sokoloff : La chiffonière
- Julius E. Herrmann : Le majordome
- Margo Lion : La dame du buffet
- Frieda Blumenthal : La mendiante

## Source de traduction
- (de) Cet article est partiellement ou en totalité issu de l’article de Wikipédia en allemand intitulé « Die Abenteuer eines Zehnmarkscheines » (voir la liste des auteurs).